# Penta-grafen

Parkietaż typu Cairo

Penta-grafen – zaproponowana w 2014 roku alotropowa odmiana węgla, strukturalnie przypominająca parkietaż typu „Cairo” ułożony z pięciokątów nieforemnych. Teoretyczne obliczenia wskazują, że struktura taka może być stabilna i wytrzymywać temperatury >700 °C.